# Lista över fornlämningar i Norrköpings kommun (Furingstad)
Lista över fornlämningar i Norrköpings kommun (Furingstad) är en förteckning av ett urval av de fornlämningar som finns i Furingstad i Norrköpings kommun.
| Namn                                   | Lämningstyp                 | Tillkomsttid | Historisk indelning      | Plats | Läge                 | ID-nr          | Bild                                      |
| -------------------------------------- | --------------------------- | ------------ | ------------------------ | ----- | -------------------- | -------------- | ----------------------------------------- |
| Furingstad 1:1                         | Gravfält                    |              | Furingstad, Östergötland |       | 58.527264, 16.327021 | 10042000010001 | Ladda upp en bild av detta fornminne      |
| Furingstad 2:1                         | Gravfält                    |              | Furingstad, Östergötland |       | 58.530183, 16.324625 | 10042000020001 | Ladda upp en bild av detta fornminne      |
| Furingstad 3:1                         | Gravfält                    |              | Furingstad, Östergötland |       | 58.527724, 16.335374 | 10042000030001 | Ladda upp en bild av detta fornminne      |
| Grönahögen, Grims hög (Furingstad 4:1) | Hög                         |              | Furingstad, Östergötland |       | 58.529652, 16.350034 | 10042000040001 | Ladda upp en bild av detta fornminne      |
| Furingstad 5:1                         | Gravfält                    |              | Furingstad, Östergötland |       | 58.533054, 16.343894 | 10042000050001 | Ladda upp en bild av detta fornminne      |
| Furingstad 6:1                         | Stensättning                |              | Furingstad, Östergötland |       | 58.536238, 16.336571 | 10042000060001 | Ladda upp en bild av detta fornminne      |
| Furingstad 7:1                         | Stensättning                |              | Furingstad, Östergötland |       | 58.540232, 16.326020 | 10042000070001 | Ladda upp en bild av detta fornminne      |
| Furingstad 7:2                         | Stensättning                |              | Furingstad, Östergötland |       | 58.540381, 16.325803 | 10042000070002 | Ladda upp en bild av detta fornminne      |
| Furingstad 8:1                         | Stensättning                |              | Furingstad, Östergötland |       | 58.539525, 16.329171 | 10042000080001 | Ladda upp en bild av detta fornminne      |
| Furingstad 9:1                         | Röse                        |              | Furingstad, Östergötland |       | 58.540887, 16.326803 | 10042000090001 | Ladda upp en bild av detta fornminne      |
| Furingstad 10:1                        | Runristning                 |              | Furingstad, Östergötland |       | 58.544238, 16.315128 | 10042000100001 | Ladda upp en bild av detta fornminne      |
| Furingstad 11:1                        | Stensättning                |              | Furingstad, Östergötland |       | 58.540407, 16.317281 | 10042000110001 | Ladda upp en bild av detta fornminne      |
| Furingstad 13:1                        | Gravfält                    |              | Furingstad, Östergötland |       | 58.544342, 16.361414 | 10042000130001 | Ladda upp en bild av detta fornminne      |
| Furingstad 14:1                        | Gravfält                    |              | Furingstad, Östergötland |       | 58.545865, 16.360744 | 10042000140001 | Ladda upp en bild av detta fornminne      |
| Furingstad 15:1                        | Hög                         |              | Furingstad, Östergötland |       | 58.548423, 16.377501 | 10042000150001 | Ladda upp en bild av detta fornminne      |
| Långholmsberget (Furingstad 16:1)      | Fornborg                    |              | Furingstad, Östergötland |       | 58.546969, 16.372590 | 10042000160001 | Ladda upp en bild av detta fornminne      |
| Ljusmansbacken (Furingstad 19:1)       | Gravfält                    |              | Furingstad, Östergötland |       | 58.554975, 16.361244 | 10042000190001 | Ladda upp en bild av detta fornminne      |
| Furingstad 20:1                        | Stensättning                |              | Furingstad, Östergötland |       | 58.554161, 16.364344 | 10042000200001 | Ladda upp en bild av detta fornminne      |
| Furingstad 21:1                        | Stensättning                |              | Furingstad, Östergötland |       | 58.546506, 16.341721 | 10042000210001 | Ladda upp en bild av detta fornminne      |
| Furingstad 21:2                        | Stensättning                |              | Furingstad, Östergötland |       | 58.546363, 16.341489 | 10042000210002 | Ladda upp en bild av detta fornminne      |
| Furingstad 21:3                        | Stensättning                |              | Furingstad, Östergötland |       | 58.546362, 16.341729 | 10042000210003 | Ladda upp en bild av detta fornminne      |
| Furingstad 21:4                        | Stensättning                |              | Furingstad, Östergötland |       | 58.546195, 16.341777 | 10042000210004 | Ladda upp en bild av detta fornminne      |
| Furingstad 21:5                        | Stensättning                |              | Furingstad, Östergötland |       | 58.546427, 16.342348 | 10042000210005 | Ladda upp en bild av detta fornminne      |
| Furingstad 22:1                        | Stensättning                |              | Furingstad, Östergötland |       | 58.546933, 16.338915 | 10042000220001 | Ladda upp en bild av detta fornminne      |
| Furingstad 23:3                        | Stensättning                |              | Furingstad, Östergötland |       | 58.551196, 16.330918 | 10042000230003 | Ladda upp en bild av detta fornminne      |
| Furingstad 23:4                        | Stensättning                |              | Furingstad, Östergötland |       | 58.551400, 16.330787 | 10042000230004 | Ladda upp en bild av detta fornminne      |
| Furingstad 24:1                        | Stensättning                |              | Furingstad, Östergötland |       | 58.554269, 16.335638 | 10042000240001 | Ladda upp en bild av detta fornminne      |
| Furingstad 25:1                        | Gravfält                    |              | Furingstad, Östergötland |       | 58.555306, 16.343407 | 10042000250001 | Ladda upp en bild av detta fornminne      |
| Furingstad 26:1                        | Runristning                 |              | Furingstad, Östergötland |       | 58.555270, 16.344646 | 10042000260001 | Ladda upp en bild av detta fornminne      |
| Furingstad 26:2                        | Runristning                 |              | Furingstad, Östergötland |       | 58.555115, 16.344285 | 10042000260002 | Ladda upp en bild av detta fornminne      |
| Furingstad 26:3                        | Runristning                 |              | Furingstad, Östergötland |       | 58.555049, 16.344001 | 10042000260003 | Ladda upp en bild av detta fornminne      |
| Furingstad 26:4                        | Runristning                 |              | Furingstad, Östergötland |       | 58.555260, 16.343768 | 10042000260004 | Ladda upp en bild av detta fornminne      |
| Furingstad 26:5                        | Runristning                 |              | Furingstad, Östergötland |       | 58.555380, 16.343632 | 10042000260005 | Ladda upp en till bild av detta fornminne |
| Furingstad 27:1                        | Hög                         |              | Furingstad, Östergötland |       | 58.561966, 16.334147 | 10042000270001 | Ladda upp en bild av detta fornminne      |
| Furingstad 27:2                        | Hällristning                |              | Furingstad, Östergötland |       | 58.562102, 16.334173 | 10042000270002 | Ladda upp en bild av detta fornminne      |
| Furingstad 29:1                        | Gravfält                    |              | Furingstad, Östergötland |       | 58.561490, 16.320984 | 10042000290001 | Ladda upp en bild av detta fornminne      |
| Furingstad 33:1                        | Stensättning                |              | Furingstad, Östergötland |       | 58.560968, 16.317463 | 10042000330001 | Ladda upp en bild av detta fornminne      |
| Furingstad 33:2                        | Stenkrets                   |              | Furingstad, Östergötland |       | 58.561124, 16.317639 | 10042000330002 | Ladda upp en bild av detta fornminne      |
| Furingstad 35:1                        | Gravfält                    |              | Furingstad, Östergötland |       | 58.563596, 16.328922 | 10042000350001 | Ladda upp en bild av detta fornminne      |
| Furingstad 37:1                        | Stensättning                |              | Furingstad, Östergötland |       | 58.564593, 16.330089 | 10042000370001 | Ladda upp en bild av detta fornminne      |
| Furingstad 38:1                        | Stensättning                |              | Furingstad, Östergötland |       | 58.565739, 16.334081 | 10042000380001 | Ladda upp en bild av detta fornminne      |
| Furingstad 38:2                        | Stensättning                |              | Furingstad, Östergötland |       | 58.565543, 16.334219 | 10042000380002 | Ladda upp en bild av detta fornminne      |
| Furingstad 39:1                        | Gravfält                    |              | Furingstad, Östergötland |       | 58.564624, 16.337203 | 10042000390001 | Ladda upp en bild av detta fornminne      |
| Furingstad 40:1                        | Grav markerad av sten/block |              | Furingstad, Östergötland |       | 58.565485, 16.340630 | 10042000400001 | Ladda upp en bild av detta fornminne      |
| Furingstad 41:1                        | Stensättning                |              | Furingstad, Östergötland |       | 58.566648, 16.339911 | 10042000410001 | Ladda upp en bild av detta fornminne      |
| Furingstad 41:2                        | Stensättning                |              | Furingstad, Östergötland |       | 58.566529, 16.339998 | 10042000410002 | Ladda upp en bild av detta fornminne      |
| Furingstad 41:3                        | Stensättning                |              | Furingstad, Östergötland |       | 58.566365, 16.340048 | 10042000410003 | Ladda upp en bild av detta fornminne      |
| Furingstad 42:1                        | Gravfält                    |              | Furingstad, Östergötland |       | 58.559909, 16.367875 | 10042000420001 | Ladda upp en bild av detta fornminne      |
| Furingstad 44:1                        | Stensättning                |              | Furingstad, Östergötland |       | 58.567040, 16.367006 | 10042000440001 | Ladda upp en bild av detta fornminne      |
| Furingstad 44:2                        | Stensättning                |              | Furingstad, Östergötland |       | 58.566914, 16.367094 | 10042000440002 | Ladda upp en bild av detta fornminne      |
| Furingstad 44:3                        | Stensättning                |              | Furingstad, Östergötland |       | 58.566842, 16.367705 | 10042000440003 | Ladda upp en bild av detta fornminne      |
| Furingstad 46:1                        | Stensättning                |              | Furingstad, Östergötland |       | 58.563652, 16.369161 | 10042000460001 | Ladda upp en bild av detta fornminne      |
| Furingstad 46:2                        | Stensättning                |              | Furingstad, Östergötland |       | 58.564088, 16.368866 | 10042000460002 | Ladda upp en bild av detta fornminne      |
| Furingstad 46:3                        | Stensättning                |              | Furingstad, Östergötland |       | 58.564001, 16.368603 | 10042000460003 | Ladda upp en bild av detta fornminne      |
| Furingstad 48:1                        | Gravfält                    |              | Furingstad, Östergötland |       | 58.563712, 16.367723 | 10042000480001 | Ladda upp en bild av detta fornminne      |
| Furingstad 49:1                        | Gravfält                    |              | Furingstad, Östergötland |       | 58.564886, 16.361355 | 10042000490001 | Ladda upp en bild av detta fornminne      |
| Furingstad 49:2                        | Gravfält                    |              | Furingstad, Östergötland |       | 58.565513, 16.361955 | 10042000490002 | Ladda upp en bild av detta fornminne      |
| Furingstad 50:1                        | Gravfält                    |              | Furingstad, Östergötland |       | 58.568121, 16.362421 | 10042000500001 | Ladda upp en bild av detta fornminne      |
| Furingstad 52:1                        | Gravfält                    |              | Furingstad, Östergötland |       | 58.575090, 16.350086 | 10042000520001 | Ladda upp en bild av detta fornminne      |
| Furingstad 54:1                        | Gravfält                    |              | Furingstad, Östergötland |       | 58.571911, 16.363068 | 10042000540001 | Ladda upp en bild av detta fornminne      |
| Furingstad 56:1                        | Gravfält                    |              | Furingstad, Östergötland |       | 58.555485, 16.330032 | 10042000560001 | Ladda upp en bild av detta fornminne      |
| Furingstad 58:1                        | Stensättning                |              | Furingstad, Östergötland |       | 58.530704, 16.333687 | 10042000580001 | Ladda upp en bild av detta fornminne      |
| Furingstad 58:2                        | Stensättning                |              | Furingstad, Östergötland |       | 58.530981, 16.333205 | 10042000580002 | Ladda upp en bild av detta fornminne      |
| Furingstad 60:1                        | Stensättning                |              | Furingstad, Östergötland |       | 58.540327, 16.313849 | 10042000600001 | Ladda upp en bild av detta fornminne      |
| Furingstad 60:2                        | Stensättning                |              | Furingstad, Östergötland |       | 58.540245, 16.313994 | 10042000600002 | Ladda upp en bild av detta fornminne      |
| Furingstad 60:3                        | Stensättning                |              | Furingstad, Östergötland |       | 58.540005, 16.314184 | 10042000600003 | Ladda upp en bild av detta fornminne      |
| Furingstad 61:1                        | Hög                         |              | Furingstad, Östergötland |       | 58.539758, 16.335096 | 10042000610001 | Ladda upp en bild av detta fornminne      |
| Furingstad 66:1                        | Stensättning                |              | Furingstad, Östergötland |       | 58.539028, 16.339214 | 10042000660001 | Ladda upp en bild av detta fornminne      |
| Furingstad 71:1                        | Stensättning                |              | Furingstad, Östergötland |       | 58.564987, 16.335105 | 10042000710001 | Ladda upp en bild av detta fornminne      |
| Furingstad 71:2                        | Stensättning                |              | Furingstad, Östergötland |       | 58.564832, 16.335133 | 10042000710002 | Ladda upp en bild av detta fornminne      |
| Furingstad 71:3                        | Stensättning                |              | Furingstad, Östergötland |       | 58.565234, 16.335252 | 10042000710003 | Ladda upp en bild av detta fornminne      |
| Furingstad 72:1                        | Stensättning                |              | Furingstad, Östergötland |       | 58.564876, 16.339395 | 10042000720001 | Ladda upp en bild av detta fornminne      |
| Furingstad 72:2                        | Stensättning                |              | Furingstad, Östergötland |       | 58.564777, 16.339071 | 10042000720002 | Ladda upp en bild av detta fornminne      |
| Furingstad 72:3                        | Stensättning                |              | Furingstad, Östergötland |       | 58.565217, 16.339565 | 10042000720003 | Ladda upp en bild av detta fornminne      |
| Furingstad 72:4                        | Stensättning                |              | Furingstad, Östergötland |       | 58.565281, 16.339263 | 10042000720004 | Ladda upp en bild av detta fornminne      |
| Furingstad 73:1                        | Stensättning                |              | Furingstad, Östergötland |       | 58.566348, 16.339000 | 10042000730001 | Ladda upp en bild av detta fornminne      |
| Furingstad 73:2                        | Stensättning                |              | Furingstad, Östergötland |       | 58.566261, 16.339219 | 10042000730002 | Ladda upp en bild av detta fornminne      |
| Furingstad 73:3                        | Stensättning                |              | Furingstad, Östergötland |       | 58.566134, 16.339481 | 10042000730003 | Ladda upp en bild av detta fornminne      |
| Furingstad 73:4                        | Stensättning                |              | Furingstad, Östergötland |       | 58.566074, 16.339319 | 10042000730004 | Ladda upp en bild av detta fornminne      |
| Furingstad 74:1                        | Stensättning                |              | Furingstad, Östergötland |       | 58.552715, 16.327303 | 10042000740001 | Ladda upp en bild av detta fornminne      |
| Furingstad 75:1                        | Gravfält                    |              | Furingstad, Östergötland |       | 58.561618, 16.318517 | 10042000750001 | Ladda upp en bild av detta fornminne      |
| Furingstad 77:1                        | Stensättning                |              | Furingstad, Östergötland |       | 58.545968, 16.368798 | 10042000770001 | Ladda upp en bild av detta fornminne      |
| Furingstad 78:1                        | Hög                         |              | Furingstad, Östergötland |       | 58.553193, 16.357049 | 10042000780001 | Ladda upp en bild av detta fornminne      |
| Furingstad 78:2                        | Hög                         |              | Furingstad, Östergötland |       | 58.553631, 16.357087 | 10042000780002 | Ladda upp en bild av detta fornminne      |
| Furingstad 78:3                        | Stensättning                |              | Furingstad, Östergötland |       | 58.553293, 16.357617 | 10042000780003 | Ladda upp en bild av detta fornminne      |
| Furingstad 80:1                        | Hög                         |              | Furingstad, Östergötland |       | 58.545199, 16.355090 | 10042000800001 | Ladda upp en bild av detta fornminne      |
| Furingstad 80:2                        | Gravklot                    |              | Furingstad, Östergötland |       | 58.545115, 16.355507 | 10042000800002 | Ladda upp en bild av detta fornminne      |
| Furingstad 82:1                        | Stensättning                |              | Furingstad, Östergötland |       | 58.551028, 16.341672 | 10042000820001 | Ladda upp en bild av detta fornminne      |
| Furingstad 82:2                        | Stensättning                |              | Furingstad, Östergötland |       | 58.550898, 16.341777 | 10042000820002 | Ladda upp en bild av detta fornminne      |
| Furingstad 84:1                        | Hällristning                |              | Furingstad, Östergötland |       | 58.555377, 16.345409 | 10042000840001 | Ladda upp en bild av detta fornminne      |
| Furingstad 86:1                        | Hällristning                |              | Furingstad, Östergötland |       | 58.560222, 16.373573 | 10042000860001 | Ladda upp en bild av detta fornminne      |
| Furingstad 88:1                        | Stensättning                |              | Furingstad, Östergötland |       | 58.563801, 16.370599 | 10042000880001 | Ladda upp en bild av detta fornminne      |
| Furingstad 93:1                        | Stensättning                |              | Furingstad, Östergötland |       | 58.564415, 16.365299 | 10042000930001 | Ladda upp en bild av detta fornminne      |